# 吳英娜
吳英娜（1985年1月14日—），中國人，籍貫海南省，她是2002年新丝路中国新丝路模特大赛中国小姐冠軍佳麗，也是2002年第52屆世界小姐的第四名佳麗。她是歴屆世界小姐二名來自中國而獲得名次的參選者。
2008年4月吳英娜在三亞市為2008北京奧運做火炬手傳遞工作，三亞是奧運聖火在中國的首傳城市。

## 學業
來自海南省的吳英娜在初中畢業後進入一所外貿傳播學校的播音專業，然後就前往北京參加新絲路的模特培訓。

## 曾參加選美比賽及獎項
- 2002年中國十大最具潜質模特
- 2002年新絲路中國新絲路模特大賽中國小姐冠軍及最佳上鏡小姐
- 2002年南方新絲路模特大賽冠軍、最佳上鏡小姐、最佳秀髮獎及最佳身材獎
- 2002年世界小姐第四名及亞洲皇后

## 職業頭銜
- 2008年海南省旅遊形象大使
- 2008年在三亞市的2008北京奧運火炬手
- 南方電視台形象大使
- 南方電視台欄目主持人、形象顧問

## 外部連結
- 新浪網2002年世界小姐消息（页面存档备份，存于）